# Disnomija (luna)
Disnomija (starogrško Δυσνομία: Disnomía) je edini znani naravni satelit pritlikavega planeta Eride.

## Odkritje in imenovanje
Disnomijo je odkril Mike Brown leta 2005 s skupino sodelavcev za adaptivno optiko na Observatoriju Keck. Najprej je dobila začasno ime S/2005 (2003 UB313) 1. Njena uradna oznaka je Disnomija, po hčerki grške boginje Eride. Oznaka MPC, ki ga dodeljuje Središče za male planete (Minor Planet Center ali MPC), je (136199) Eris I Dysnomia. Leta 2005 je skupina, ki je delala na področju adaptivne optike, opazovala svetlejša telesa v Kuiperjevem pasu (Pluton, Makemake, Haumea in Erida). Uporabljali so adaptivno optiko z lasersko vodilno zvezdo (umetna zvezda, narejena z laserjem). Opazovanja 10. septembra 2005 so tako pokazala, da okoli Eride kroži luna. 
Odkritelj nove lune je predlagal ime Disnomija.

## Značilnosti
Disnomija je okoli 60-krat manj svetla kot Erida. Njen premer je ocenjen na manj kot 150 km. Disnomija obkroži Erido v okoli 15,8 dneh po skoraj okrogli tirnici.
Od štirih najbolj svetlih teles iz Kuiperjevega pasu imajo vsaj tri svoje lune. Pri tem pa ima lune samo 10 % od manj svetlih teles. To pomeni, da je v preteklosti prišlo do velikih trkov med temi telesi. Trki med telesi z velikostjo 1000 km bi lahko dali dovolj snovi, ki bi se lahko združila v luno. Podobno se je v daljni preteklosti zgodilo pri trku velikega telesa z Zemljo, ko je iz nastale in izvržene snovi nastala Luna.